# Краљевина Имеретија
Краљевина Имеретија (груз. იმერეთის სამეფო) је била грузијска краљевина, основана 1455. године од стране члана куће Багратиони, када се Краљевина Грузија распала и припала трима насталим краљевствима. Пре тога, Имеретија се сматрала посебним краљевством унутар Краљевине Грузије, у којој је кадет гране краљевске породице Багратиони држао круну, почевши са 1260. годином и краљем Давидом VI, који се побунио против монголске власти и побегао у Абхазију. Монголска освајања у 13. веку су децентрализовала и дефрагментирала Грузију, присиљавајући пресељење државних центара у провинције. Имеретију је освојио Гиорги V Бриљантни, и ујединио ју са источном Краљевином Грузијом. Од 1455. године па надаље, краљевство је постало стално бојиште грузијских, персијских и турских снага све док је није анектирала Царска Русија 1810. године. Током тог периода, кнежевине Мегрелија, Абхазија и Гурија су прогласиле своју независност од Имеретије. У персијско-азерској номенклатури, назив регије се мења у „Bas açıq”, што дословно значи „глава без мараме”.